# Elymana circius
Elymana circius är en insektsart som beskrevs av Hamilton. Elymana circius ingår i släktet Elymana och familjen dvärgstritar. Inga underarter finns listade i Catalogue of Life.